# Mistrovství světa juniorů v atletice 2016
16. mistrovství světa juniorů v atletice se uskutečnilo ve dnech 19. – 24. července 2016 v polském městě Bydhošť.
Na programu bylo dohromady 44 disciplín (22 chlapeckých a 22 dívčích).
Šampionátu se zúčastnilo 1 359 atletů ze 140 států světa.

## Výsledky

### Muži
| Disciplína               | Zlato                                                                            | Stříbro                                                                   | Bronz                                                                               |
| 100 m                    | Noah Lyles 10 s 17                                                               | Filippo Tortu 10 s 24                                                     | Mario Burke 10 s 26                                                                 |
| 200 m                    | Michael Norman 20 s 17                                                           | Tlotliso Leotlela 20 s 25                                                 | Nigel Ellis 20 s 63                                                                 |
| 400 m                    | Abdelalelah Haroun 44 s 81                                                       | Wilbert London 45 s 27                                                    | Karabo Sibanda 45 s 45                                                              |
| 800 m                    | Kipyegon Bett 1 min 44 s 95                                                      | Willy Kiplimo Tarbei 1 min 45 s 50                                        | Mostafa Smaili 1 min 46 s 02                                                        |
| 1 500 m                  | Kumari Taki 3 min 48 s 63                                                        | Taresa Tolosa 3 min 48 s 77                                               | Anthony Kiptoo 3 min 49 s 00                                                        |
| 5 000 m                  | Selemon Barega 13 min 21 s 23                                                    | Djamal Direh 13 min 21 s 50                                               | Wesley Ledama 13 min 23 s 34                                                        |
| 10 000 m                 | Rodgers Kwemoi 27 min 25 s 23                                                    | Aron Kifle 27 min 26 s 23                                                 | Jacob Kiplimo 27 min 26 s 68                                                        |
| 110 m překážek (99.0 cm) | Marcus Krah 13 s 25                                                              | Amere Lattin 13 s 30                                                      | Takumu Furuja 13 s 31                                                               |
| 400 m překážek           | Jaheel Hyde 49 s 03                                                              | Taylor McLaughlin 49 s 45                                                 | Kyron McMaster 49 s 56                                                              |
| 3000 m překážek          | Amos Kirui 8 min 20 s 43                                                         | Yemane Haileselassie 8 min 22 s 67                                        | Getnet Wale 8 min 22 s 63                                                           |
| chůze na 10 000 m        | Callum Wilkinson 40 min 41 s 42                                                  | Johnatan Amores 40 min 43 s 33                                            | Salih Korkmaz 40 min 45 s 53                                                        |
| štafeta 4 × 100 m        | Michael Norman Hakim Montgomery Brandon Taylor Noah Lyles 38 s 93                | Ippei Takeda Džun Jamašita Wataru Inuzuka Kenta Óšima 39 s 01             | Roger Gurski Thomas Barthel Niels Torben Giese Manuel Eitel 39 s 12                 |
| štafeta 4 × 400 m        | Champion Allison Ari Cogdell Kahmari Montgomery Wilbert London III 3 min 02 s 30 | Omphemetse Poo Baboloki Thebe Karabo Sibanda Xholani Talane 3 min 02 s 81 | Anthony Carpenter Sean Bailey Terry Ricardo Thomas Christopher Taylor 3 min 04 s 83 |
| skok do výšky            | Luis Enrique Zayas 2,27 m                                                        | Darius Carbin 2,25 m                                                      | Mohamat Allamine Hamdi 2,23 m                                                       |
| trojskok                 | Lázaro Martínez 17,06 m                                                          | Cristian Nápoles 16,62 m                                                  | Melvin Raffin 16,37 m                                                               |
| skok daleký              | Maykel D. Massó 8,00 m                                                           | Miltiadis Tentoglou 7,91 m                                                | Darcy Roper 7,88 m                                                                  |
| skok o tyči              | Deakin Volz 5,65 m                                                               | Kurtis Marschall 5,55 m                                                   | Armand Duplantis 5,45 m                                                             |
| vrh koulí (6 kg)         | Andrei Toader 22,30 m                                                            | Bronson Osborn 21,27 m                                                    | Wictor Petersson 20,65 m                                                            |
| hod diskem (1.750 kg)    | Mohamed Ibrahim Moaaz 63,63 m                                                    | Oskar Stachnik 62,83 m                                                    | Sven Martin Skagestad 61,70 m                                                       |
| hod kladivem (6 kg)      | Bence Halász 80,93 m                                                             | Hlib Piskunov 79,58 m                                                     | Aleksi Jaakkola 77,88 m                                                             |
| hod oštěpem              | Níradž Čopra 86,48 m                                                             | Johan Grobler 80,59 m                                                     | Anderson Peters 79,65 m                                                             |
| desetiboj junior         | Niklas Kaul 8162 bodů                                                            | Maksim Andraloits 8046 bodů                                               | Johannes Erm 7879 bodů                                                              |

### Ženy
| Disciplína        | Zlato                                                                              | Stříbro                                                                                       | Bronz                                                                                |
| 100 m             | Candace Hill 11 s 07                                                               | Ewa Swoboda 11 s 12                                                                           | Khalifa St Fort 11 s 13                                                              |
| 200 m             | Edidiong Ofonime Odiong 22 s 24                                                    | Evelyn Rivera 23 s 21                                                                         | Estelle Raffai 23 s 48                                                               |
| 400 m             | Tiffany James 51 s 32                                                              | Lynna Irby 51 s 39                                                                            | Junelle Bromfield 52 s 05                                                            |
| 800 m             | Samantha Watson 2 min 4 s 52                                                       | Aaliyah Miller 2 min 5 s 06                                                                   | Tigist Ketema 2 min 5 s 13                                                           |
| 1 500 m           | Adanech Anbesa 4 min 8 s 07                                                        | Fantu Worku 4 min 8 s 43                                                                      | Christina Aragon 4 min 8 s 71                                                        |
| 3 000 m           | Beyenu Degefa 8 min 41 s 46                                                        | Dalila Abdulkadir Gosa 8 min 46 s 42                                                          | Konstanze Klosterhalfenová 8 min 46 s 74                                             |
| 5 000 m           | Kalkidan Fentie 15 min 29 s 64                                                     | Emmaculate Chepkirui 15 min 31 s 12                                                           | Emmaculate Chepkirui 15 min 31 s 93                                                  |
| 100 m překážek    | Elvira Hermanová 12 s 85                                                           | Rushelle Burtonová 12 s 87                                                                    | Tia Jonesová 12 s 89                                                                 |
| 400 m překážek    | Anna Cockrellová 55 s 20                                                           | Shannon Kalawanová 56 s 54                                                                    | Xahria Santiago 56 s 90                                                              |
| 3000 m překážek   | Celliphine Chepteek Chespolová 9 min 25 s 15                                       | Tigist Getnetová 9 min 34 s 07                                                                | Agrie Belachevová 9 min 37 s 17                                                      |
| štafeta 4 × 100 m | Tia Jonesová Taylor Bennettová Kaylor Harrisová Candace Hillová 43 s 69            | Tamara Murcia Cynthia Leducová Fanny Peltierová Estelle Raffai 44 s 05                        | Katrin Fehmová Keshia Beverly Kwadwo Eleni Frommannová Chantal Butzeková 44 s 18     |
| štafeta 4 × 400 m | Lynna Irby Anna Cockrellová Karrington Wintersová Samantha Watsonová 3 min 29 s 11 | Shannon Kalawanová Tiffany Jamesová Stacey-Ann Williamsová Junelle Bromfieldová 3 min 31 s 01 | Xahria Santiago Ashlan Bestová Natassha McDonaldová Victoria Tachinski 3 min 32 s 25 |
| chůze na 10 000 m | Ma Čen-sia 45 min 18 s 46                                                          | Noemi Stella 45 min 23 s 85                                                                   | Yehualeye Beletev 45 min 33 s 69                                                     |
| skok daleký       | Yanis Davidová 6,42 m                                                              | Sophie Weissenberg 6,40 m                                                                     | Hilary Kpatcha 6,33 m                                                                |
| skok do výšky     | Michaela Hrubá 1,91 m                                                              | Ximena Lizbeth Esquivelová 1,89 m                                                             | Julija Levčenková 1,86 m                                                             |
| trojskok          | Čchen Tching 13,85 m                                                               | Konstadína Roméou 13,55 m                                                                     | Georgiana-Iuliana Anitei 13,49 m                                                     |
| skok o tyči       | Angelica Moserová 4,55 m                                                           | Robeilys Peinadová 4,40 m                                                                     | Wilma Murtová 4,40 m                                                                 |
| vrh koulí         | Alina Kenzelová 17,58 m                                                            | Sung Ťia-jüan 16,36 m                                                                         | Alyssa Wilsonová 16,33 m                                                             |
| hod diskem        | Kristina Rakočevićová 56,36 m                                                      | Kirsty Williams 53,91 m                                                                       | Alexandra Emilianov 53,01 m                                                          |
| hod oštěpem       | Klaudia Maruszewská 57,59 m                                                        | Jo-Ane van Dyk 57,32 m                                                                        | Eda Tuğsuz 56,71 m                                                                   |
| hod kladivem      | Beatrice Nedberge Llano 64,33 m                                                    | Alexandra Hulley 63,47 m                                                                      | Suvi Koskinenová 62,49 m                                                             |
| sedmiboj          | Sarah Laggerová 5960 bodů                                                          | Adriana Rodríguezová 5925 bodů                                                                | Hanne Maudensová 5881 bodů                                                           |